# Schifferstadt
Schifferstadt település Németországban, Rajna-vidék-Pfalz tartományban. Lakosainak száma 20 682 fő (2023. december 31.).

## Népesség
A település népességének változása:
| Lakosok száma | 17 494 | 20 073 | 20 193 | 20 403 | 20 615 | 20 682 |
|               | 1975   | 2017   | 2019   | 2021   | 2022   | 2023   |